# Remagen
Remagen (wym. MAF: [ˈʁeːmaːɡn̩], posłuchajⓘ) – miasto w Niemczech w kraju związkowym Nadrenia-Palatynat w powiecie Ahrweiler. Leży na południe od Bonn. Pod koniec II wojny światowej znajdował się tu jedyny niezniszczony most na Renie.
W Remagen znajduje się oddział wydziału ekonomii i zarządzania Politechniki Koblenckiej (Fachhochschule Koblenz), tzw. RheinAhrCampus.
W mieście znajduje się stacja kolejowa Remagen.

## Historia
W okolicach Remagen, na zachodnim Renie przebiegała granica cesarstwa rzymskiego, o długości 12 mil. Na rzece zbudowano most, przez który przeprawiały się plemiona germańskie. W efekcie tych najazdów most został zburzony, a próba jego odbudowania nie powiodła się.

### Most Ludendorffa

Amerykańskie wojsko przekraczające most Ludendorffa na Renie, 1945

Podczas I wojny światowej w celu zwiększenia efektywności transportu żołnierzy i materiałów wojennych na front zachodni w Remagen wybudowano żelazny most kolejowy. Został zaprojektowany przez Karla Wienera. Miał 325 m długości i przebiegały przezeń dwie linie kolejowe oraz droga dla ruchu pieszego. Nazwano go imieniem gen. Ericha Ludendorffa.
W czasie II wojny światowej, 7 marca 1945 roku, most Ludendorffa został zdobyty przez amerykańską 9 Dywizję Pancerną. Zważywszy na to, że był jedynym nietkniętym mostem na Renie w alianckich rękach, a dwie próby jego wysadzenia przez obrońców zakończyły się fiaskiem, jego zdobycie nazwano "Cudem z Remagen". W ciągu następnych dni most stał się celem desperackich ataków niemieckiego lotnictwa i artylerii. 17 marca przeprowadzono nawet ostrzał za pomocą rakiet V-2. Tego samego dnia uszkodzony most runął w końcu do Renu, przy czym zginęło 28 żołnierzy amerykańskich. Amerykanie zdążyli jednak do tej pory przeprawić na wschodni brzeg rzeki wystarczającą liczbę wojsk, aby stworzyć tam silny przyczółek i zbudować liczne zastępcze mosty pontonowe.
Wydarzenia te zostały ukazane w filmie pt. Most na Renie (oryg. The Bridge at Remagen).

## Zabytki
- kościół św. Piotra i Pawła (St. Peter und Paul)
- łuk Rolanda (Rolandsbogen)
- pałac Ernich
- zamek Marienfels
- kościół św. Apolinarego

## Współpraca
Miejscowości partnerskie:
- Georgsmarienhütte, Dolna Saksonia
- Maisons-Laffitte, Francja